# Poecilopsis cretschmari
Poecilopsis cretschmari là một loài bướm đêm trong họ Geometridae.